# شیبویگان (ویسکانسین)
شیبویگان، ویسکانسین  (به انگلیسی: Sheboygan) شهری در شهرستان شیبویگان ایالت ویسکانسین است که در سال ۱۸۵۳ بنیان‌گذاری شده‌است. این شهر طبق سرشماری سال ۲۰۱۰ میلادی ۴۹٬۲۸۸ نفر جمعیت داشته‌است.

## نگارخانه

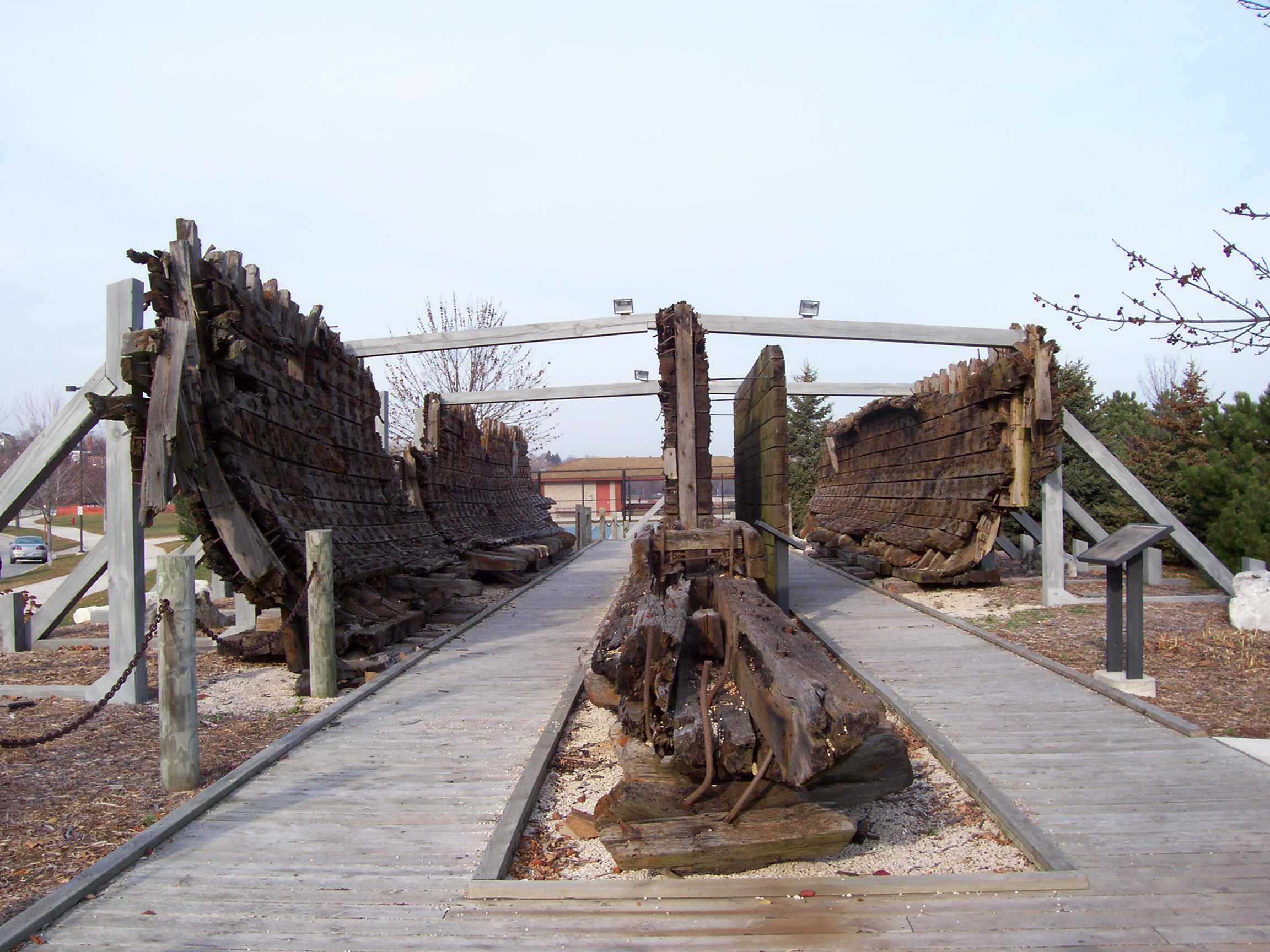
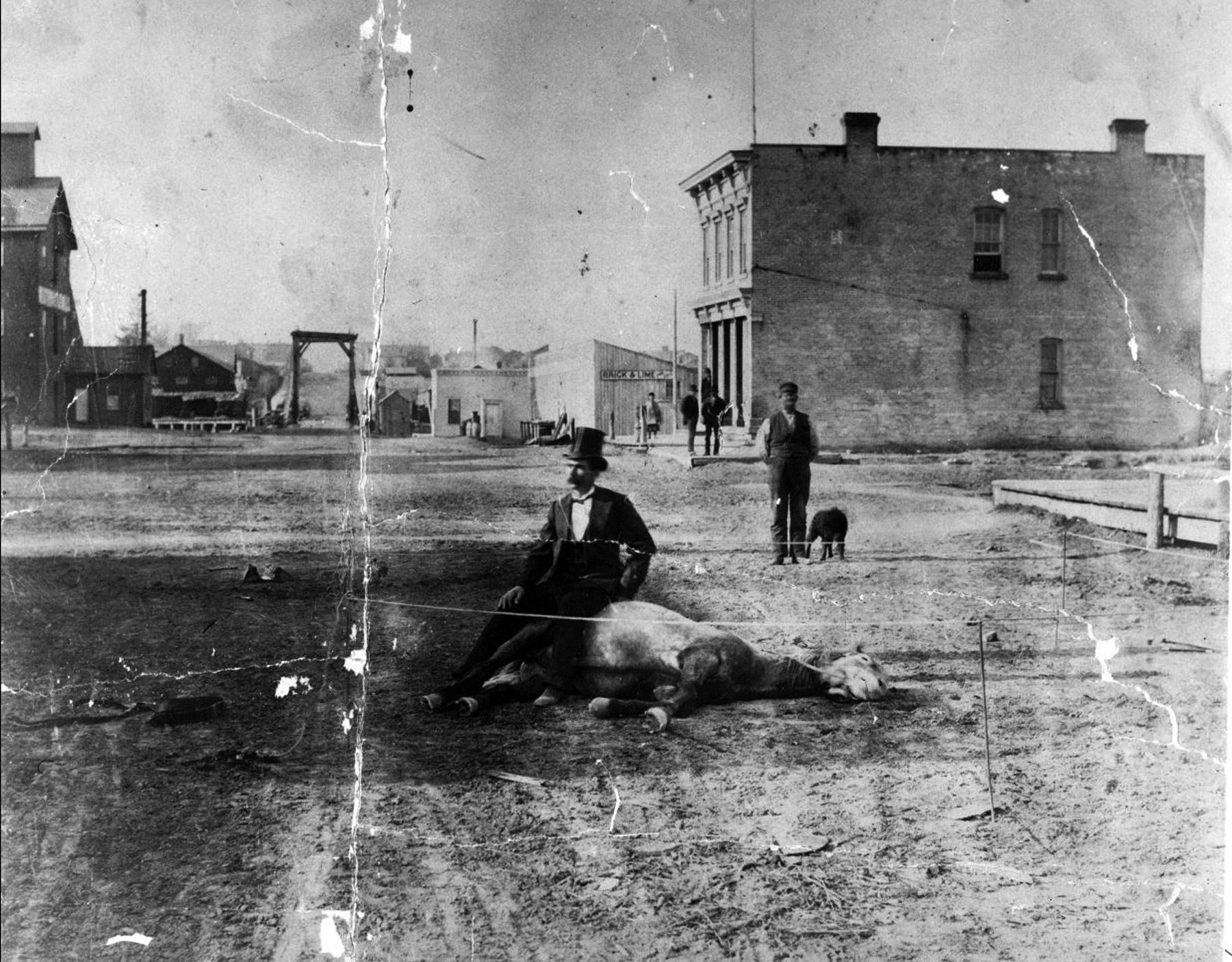
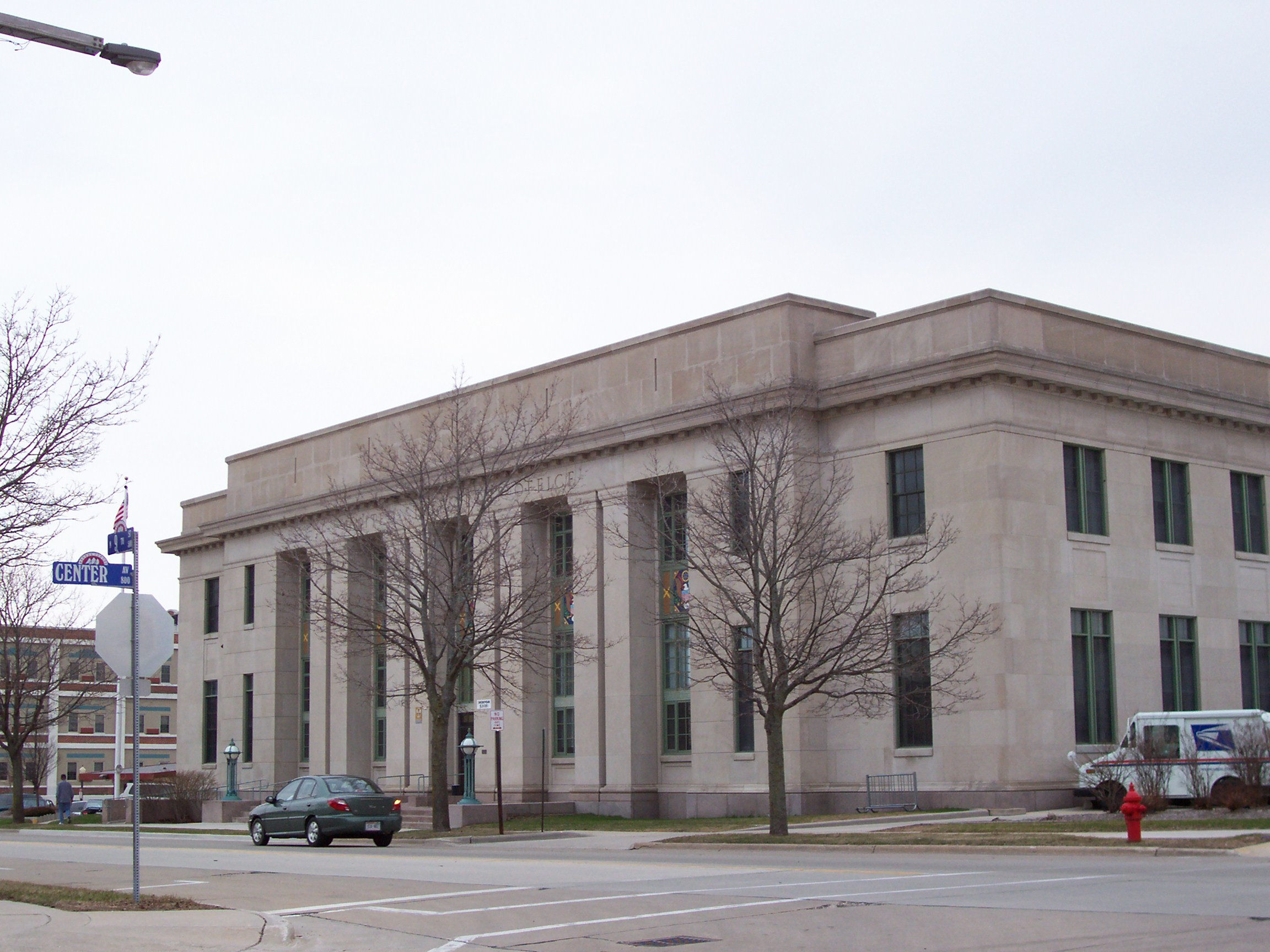
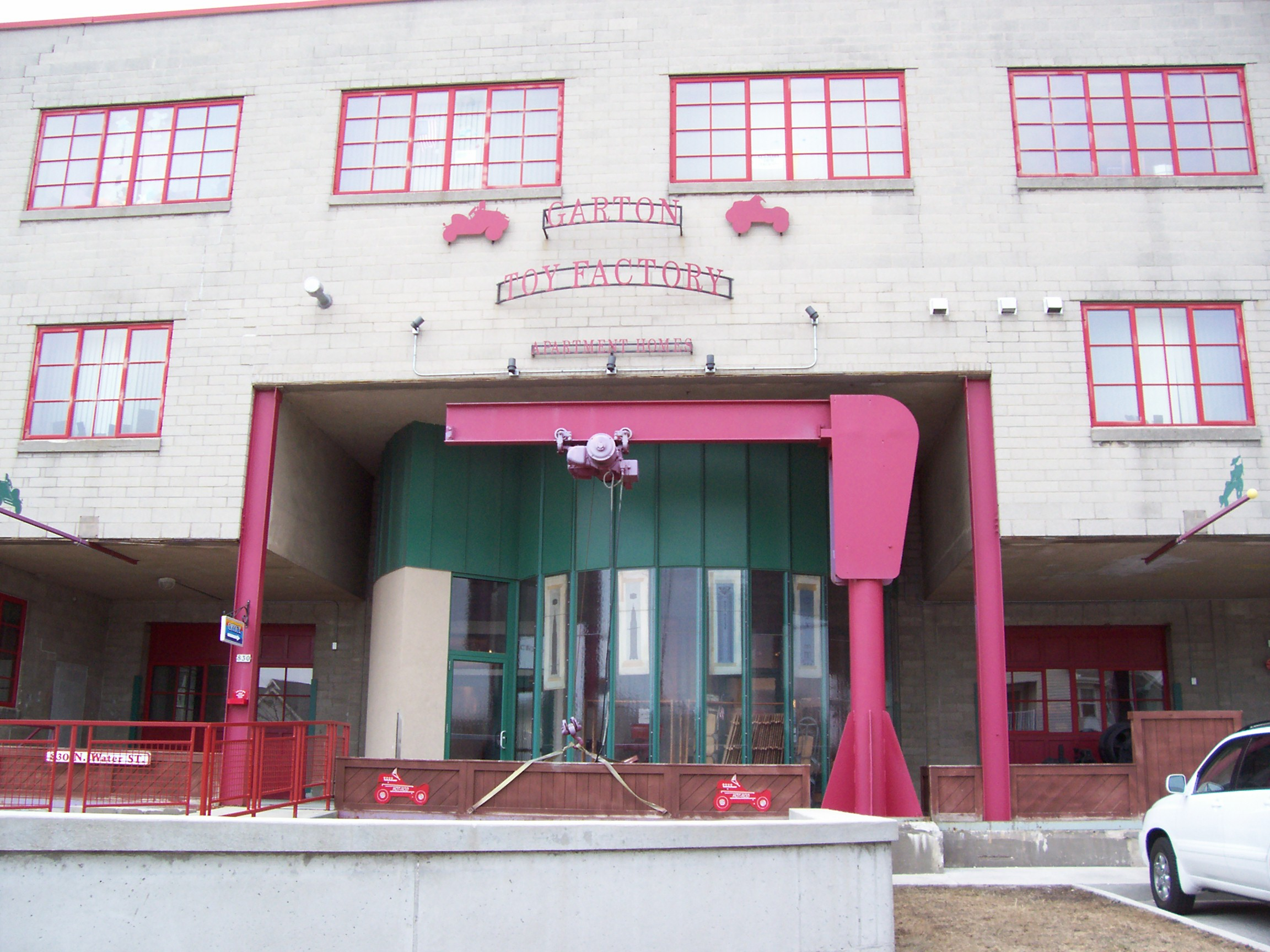
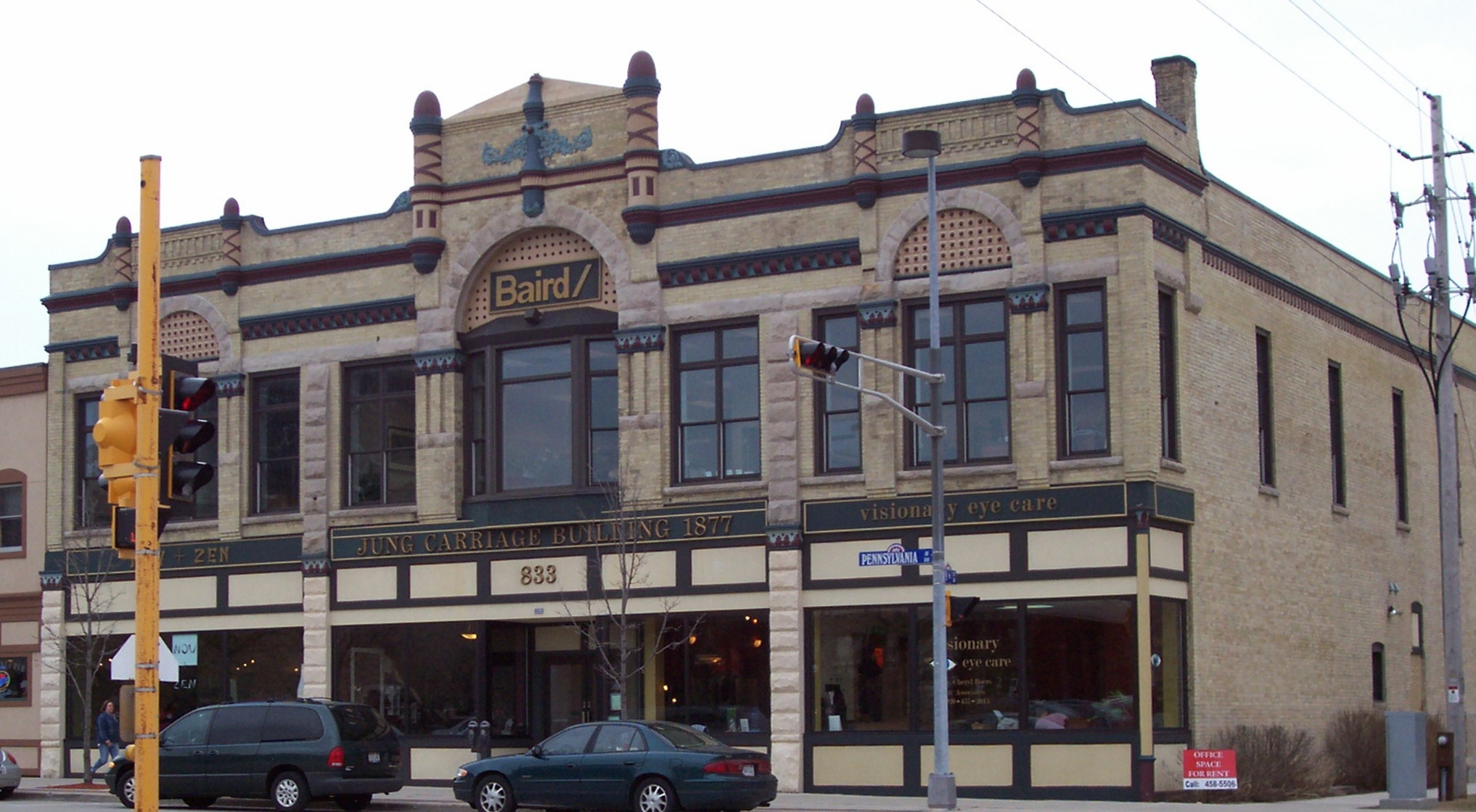
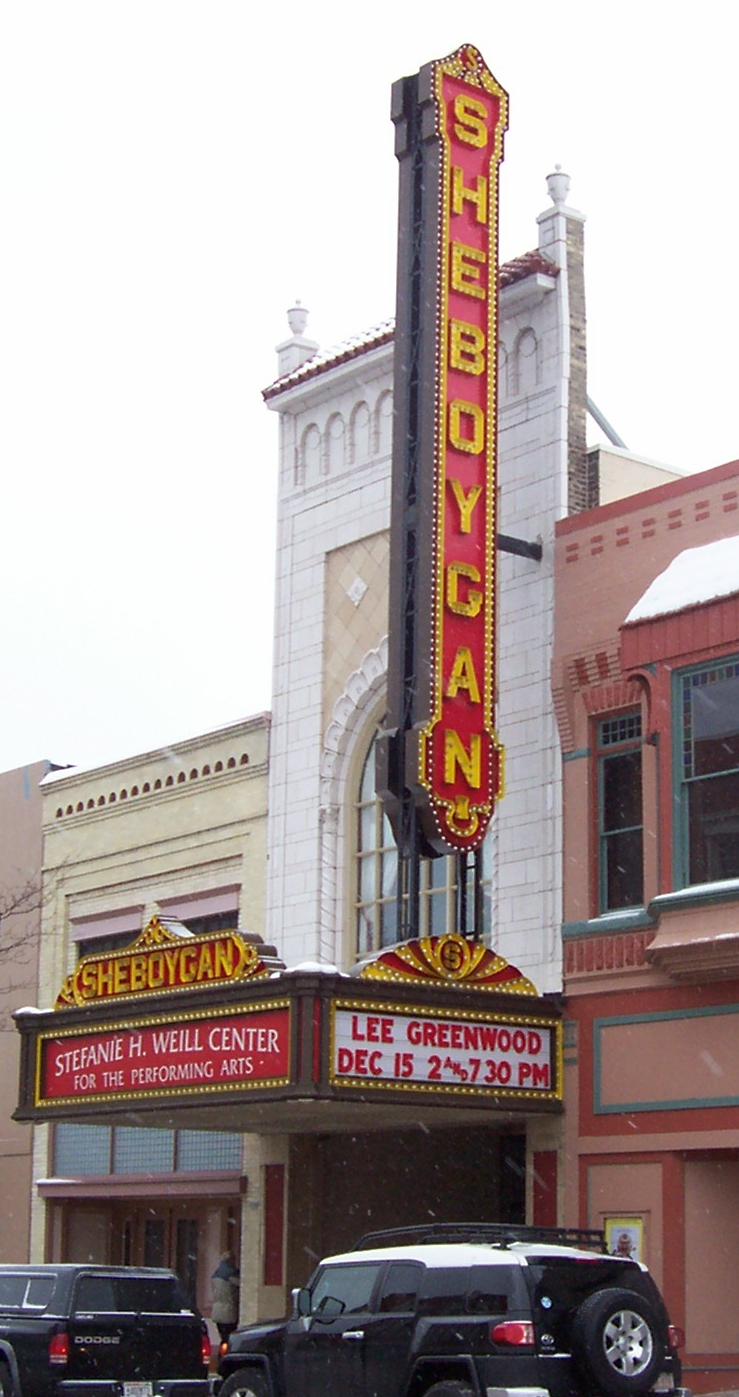